# Tournoi britannique de rugby à XV 1903
Navigation
Tournoi 1902 Tournoi 1904
Le tournoi britannique de rugby à XV 1903 (10 janvier-21 mars) est remporté par l'Écosse pour la septième fois avec sa quatrième Triple couronne. L'Angleterre récolte l'une de ses rares Cuillères de bois sanctionnant un tournoi ne comptant que des défaites (whitewash en anglais).
Cinq terrains sont utilisés, car, contrairement à l’Écosse, le pays de Galles joue ses deux matches à domicile dans deux villes différentes.

## Classement
- Légende :
J matches joués, V victoires, N matches nuls, D défaites
PP points marqués, PC points encaissés, Δ différence de points PP-PC
Pts points de classement
(barème : 2 points pour une victoire, 1 point en cas de match nul, rien pour une défaite)
T Tenant du titre 1902.

| Rang | Nation             | J | V | N | D | PP | PC | Δ   | Pts |
| ---- | ------------------ | - | - | - | - | -- | -- | --- | --- |
| 1    | Écosse             | 3 | 3 | 0 | 0 | 19 | 6  | +13 | 6   |
| 2    | Pays de Galles (T) | 3 | 2 | 0 | 1 | 39 | 11 | +28 | 4   |
| 3    | Irlande            | 3 | 1 | 0 | 2 | 6  | 21 | -15 | 2   |
| 4    | Angleterre         | 3 | 0 | 0 | 3 | 11 | 37 | -26 | 0   |

- Le pays de Galles, bien que deuxième, a la meilleure attaque et la meilleure différence de points
- L’Écosse victorieuse de la compétition se contente de la meilleure défense.

## Résultats
| 10 janvier 1903 0St. Helen's, Swansea   | Pays de Galles | 21 - 5  | Angleterre     |
| 7 février 1903 0Inverleith, Édimbourg   | Écosse         | 06 - 0  | Pays de Galles |
| 14 février 1903 0Lansdowne Road, Dublin | Irlande        | 06 - 0  | Angleterre     |
| 28 février 1903 0Inverleith, Édimbourg  | Écosse         | 03 - 0  | Irlande        |
| 14 mars 1903 0Arms Park, Cardiff        | Pays de Galles | 18 - 0  | Irlande        |
| 21 mars 1903 0Athletic Ground, Richmond | Angleterre     | 06 - 10 | Écosse         |